# 海南石斛
海南石斛（学名：Dendrobium hainanense），为兰科石斛属下的一个植物种。